# Huszártorony

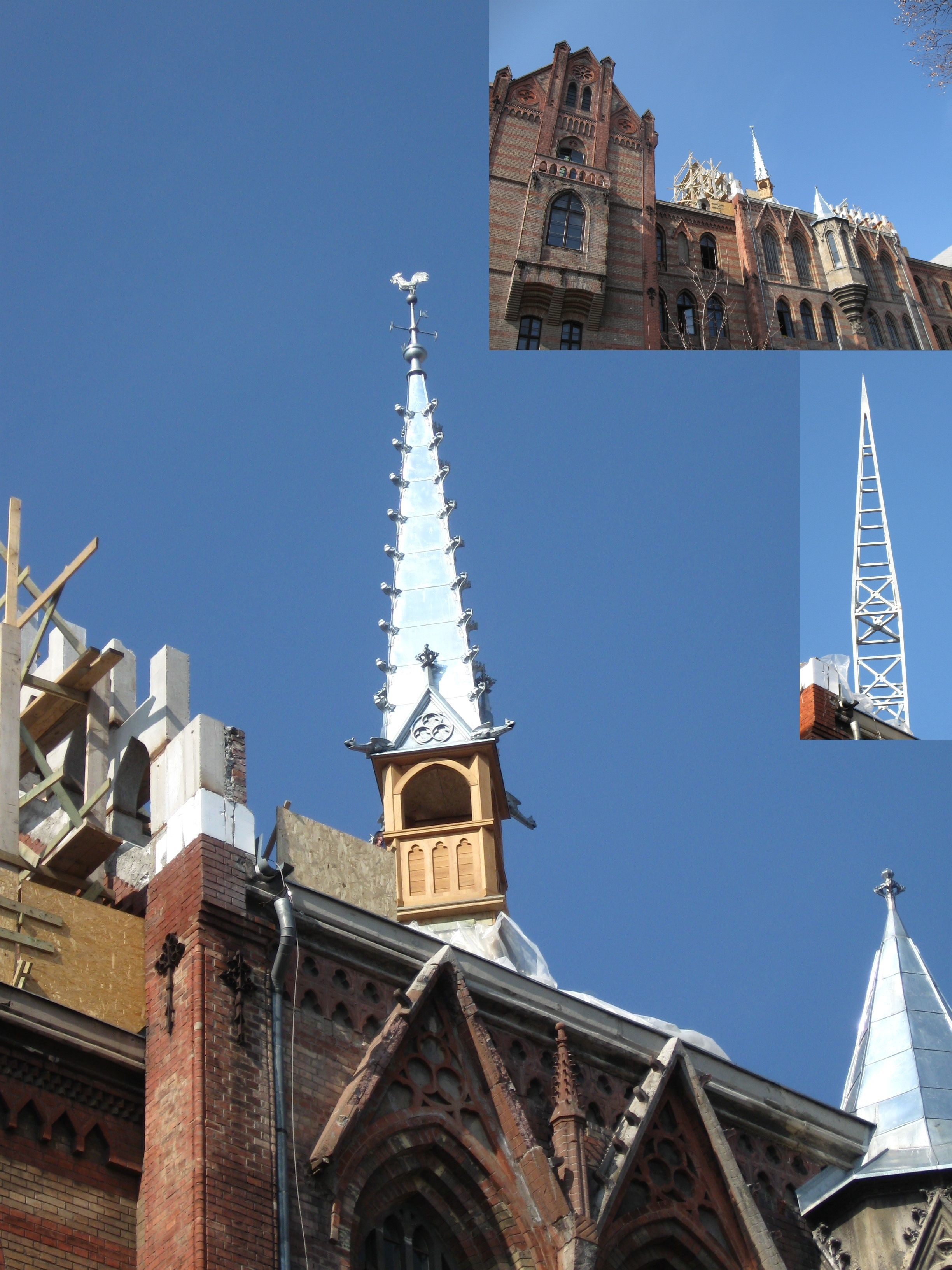
A Toldy Ferenc Gimnázium 2010 márciusában újjáépített huszártornya szerkezeti és kész állapotában (montázs). A nagy képen a huszártorony részletei, a jobb felső sarokban a torony elhelyezkedése az épületen, alatta a szerkezet.

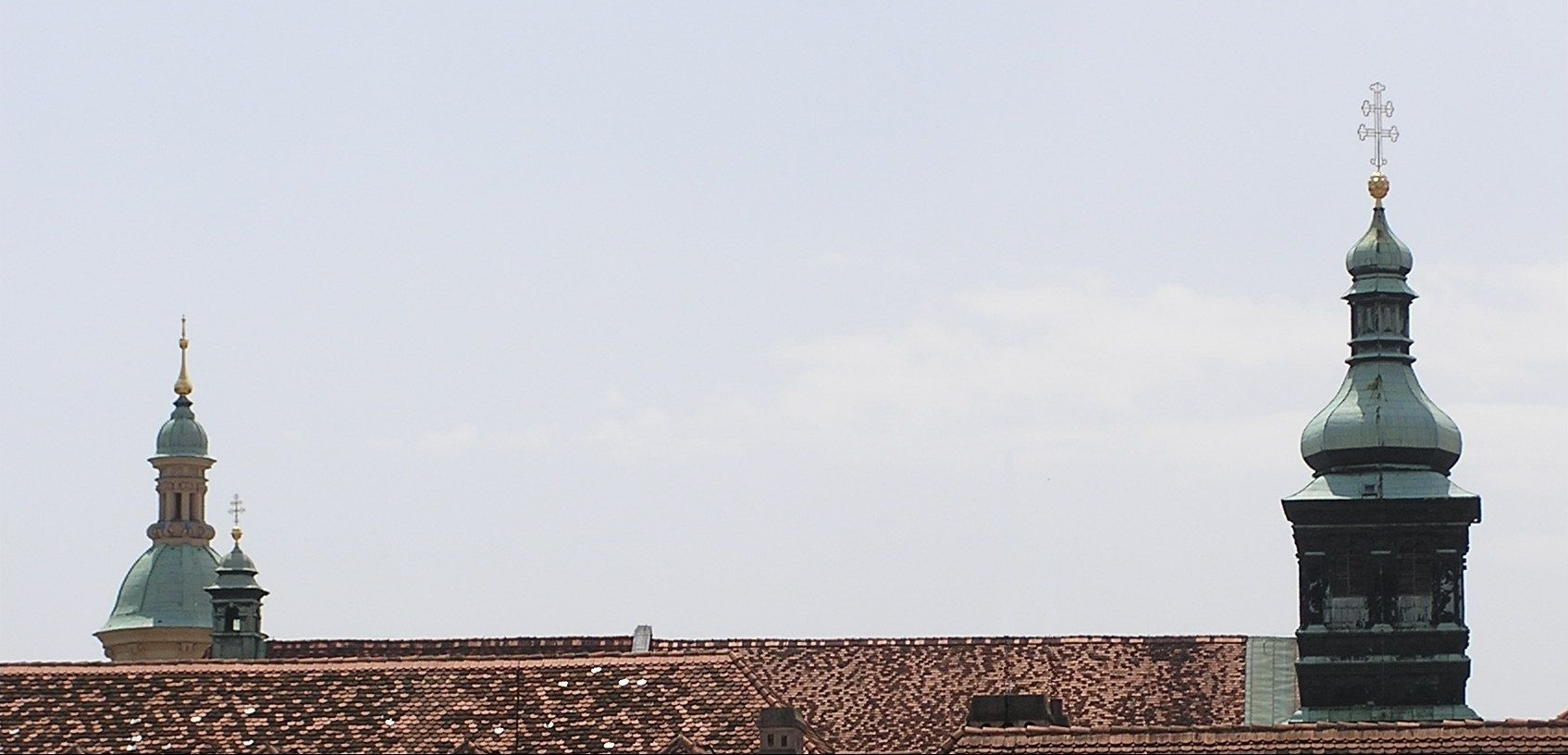
Nagy és kis huszártorony a grazi székesegyház tetején

A huszártorony valamely épület (rendszerint középület, mint például templom, városháza) tetőzetéből a gerincen felül magasan kiugró, fa- vagy vasszerkezetű (nagyon ritkán kőből épült), karcsú tornyocska, ami a hosszú gerincet megszakítja, tagolja. Többnyire zsindellyel, palával vagy bádoggal fedik. Sarkain vagy tetősíkjaiból gyakran több kisebb tornyocska (fiatorony) emelkedik ki.
A 13. században, a torony nélkül épített ciszterci templomokon tűnt föl. Miután a koldulórendek divatossá tették, több székesegyházon is megjelent. Leginkább a csúcsíves templomok fedelén, a hosszhajó és kereszthajó átmetszése (a négyezet) fölött vagy a hosszhajó tetőzetének végében gyakori, ezért egyes szerzők azonosítják a négyezeti toronnyal. Gyakran óra- vagy harangtoronynak használják.